# House-Divided-Rede

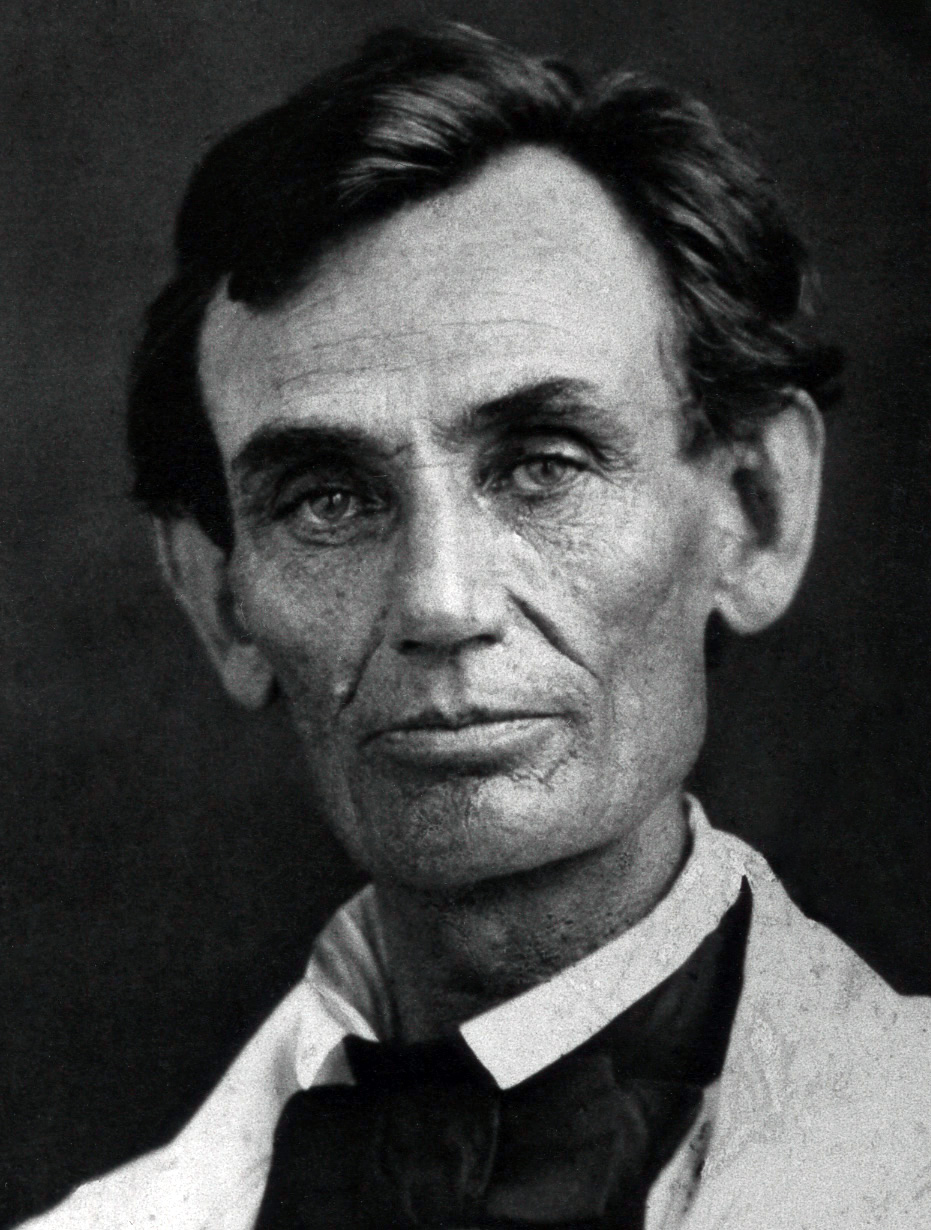
Abraham Lincoln (1858)

Die House-divided-Rede ist eine Rede, die Abraham Lincoln am 16. Juni 1858 im Old State Capitol in Springfield, Illinois, hielt. Sie war der Wahlkampfauftakt der Republikanischen Partei im US-Bundesstaat Illinois für die Wahlen zum Senat der Vereinigten Staaten, die am 2. November 1858 stattfanden. Lincoln warnte in seiner Rede vor der Spaltung der Nation und dem Ausgreifen der Sklaverei auf die Territorien und Bundesstaaten, in denen sie wie in Illinois illegal war. Lincoln unterlag bei den Wahlen zwar seinem Konkurrenten, doch machte ihn die Rede USA-weit bekannt und ermöglichte ihm seine erfolgreiche Präsidentschaftskandidatur zwei Jahre später. Sie wird zu den größten Reden der amerikanischen Geschichte gezählt.

## Vorgeschichte

### Sklavenfrage
In den Jahren vor Ausbruch des Sezessionskrieges war die Sklavenfrage das wichtigste innenpolitische Thema in den Vereinigten Staaten. Zwar hatte man sich 1820 im Missouri-Kompromiss darauf geeinigt, dass das relativ weit in den Norden reichende Missouri als ein Sklavenstaat in die Union aufgenommen, dafür aber alle Gebiete des Louisiana-Territoriums, die nördlich 36° 30′ nördlicher Breite lagen, sklavenfrei werden sollten. Dieser Kompromiss wurde durch den Kansas-Nebraska-Act aufgehoben, ein Gesetz, das auf Initiative des demokratischen Senators Stephen A. Douglas im Mai 1854 vom Kongress der Vereinigten Staaten beschlossen worden war. Danach sollte es der Volkssouveränität der einzelnen Staaten und Territorien überlassen bleiben, ob sie Sklaverei zulassen wollten oder nicht. Das Gesetz war eigentlich nur dazu gedacht, die Zustimmung der Südstaaten zu einer Eisenbahnlinie von Illinois nach Kalifornien zu bekommen, führte jedoch in den Folgejahren im Kansas-Territorium, das nördlich der Kompromisslinie lag, zu bürgerkriegsartigen Unruhen, die als Bleeding Kansas in die Geschichte eingingen.
1857 legte die verfassungsgebende Versammlung von Kansas die nach ihrem Entstehungsort benannte Lecompton Constitution vor, den Entwurf einer Verfassung, die die Sklaverei erlaubte. Da bei dem sich anschließenden Plebiszit nur darüber abgestimmt werden konnte, ob weitere Sklaven nach Kansas importiert werden durften oder nicht, wurde sie von Free Soilers und anderen Gegnern der Sklaverei boykottiert. Die Verfassung von Kansas wurde daher gebilligt und vom demokratischen Präsidenten James Buchanan angenommen. Sein Parteifreund Douglas, der behauptete, es sei ihm gleich, zu welchem Ergebnis die von ihm befürworteten Abstimmungen über Sklaverei kämen, sah durch das gewählte Verfahren aber das Prinzip der Volkssouveränität verletzt und organisierte im Kongress eine Mehrheit gegen die Lecompton Constitution, in der sich außer Demokraten auch Abgeordnete der Whigs und der erst vier Jahre zuvor gegründeten Republikaner zusammenfanden. In der Folge mehrten sich Gerüchte, Douglas könnte sich von den Demokraten trennen und sich womöglich sogar den Republikanern anschließen.
Im gleichen Jahr hatte das Urteil des Obersten Gerichtshofes im Fall Dred Scott v. Sandford für Aufsehen gesorgt. Dred Scott war ein afroamerikanischer Sklave, der auf Freilassung klagte, nachdem sein Besitzer ihn nach Illinois und Wisconsin mitgenommen hatte, wo es keine Sklaverei gab. Der Oberste Gerichtshof unter seinem Vorsitzenden Roger B. Taney wies die Klage am 6. März 1857 mit sieben zu zwei Stimmen ab, da die in der Verfassung der Vereinigten Staaten festgeschriebenen Grundrechte, einschließlich des Rechts, die Gerichte anzurufen, für Afroamerikaner nicht gälten. Gleichzeitig erklärte Taney den Kongress für gar nicht kompetent, über Sklaverei in den Territorien zu entscheiden: Der Missouri-Kompromiss sei verfassungswidrig.

### Lincolns Karriere
Abraham Lincoln, ein Rechtsanwalt und Politiker aus Springfield, Illinois, war ein gemäßigter Gegner der Sklaverei. So war er zwar strikt gegen ihre Ausweitung in neue Staaten und Territorien, machte sich aber die Argumente der Abolitionisten nicht zu eigen, die sie sofort abschaffen wollten. Daher sprach er sich für die Beibehaltung des 1850 beschlossenen Fugitive Slave Act aus, der Staaten ohne Sklaverei verpflichtete, entflohene Sklaven auszuliefern. 1854 trat der für die Whigs gewählte Lincoln von seinem Sitz im Repräsentantenhaus der Vereinigten Staaten zurück, in das er 1846 gewählt worden war, und kandidierte für den Senat, wurde aber nicht gewählt. 1856 trat er der Republikanischen Partei bei. Am 16. Juni 1858 wurde er von den etwa 1000 Delegierten des republikanischen Staatskonvents Illinois einstimmig zum Kandidaten für die anstehende Senatswahl gewählt. Bisheriger Mandatsinhaber und damit Lincolns Gegenkandidat war Stephen Douglas. Am Abend desselben Tages hielt Lincoln vor den Delegierten eine etwa halbstündige Ansprache, die als House-divided-Rede in die Geschichte eingehen sollte. Anders als seine anderen Reden, die er auf der Grundlage einiger Notizen improvisierte, hatte Lincoln diese Rede in den Wochen zuvor sorgfältig ausformuliert und seinem Kanzleipartner William Herndon vorgetragen, der sie allerdings zu radikal fand. Lincoln wollte aber nichts ändern und lernte sie auswendig, sodass er ohne Manuskript sprechen konnte.

## Inhalt

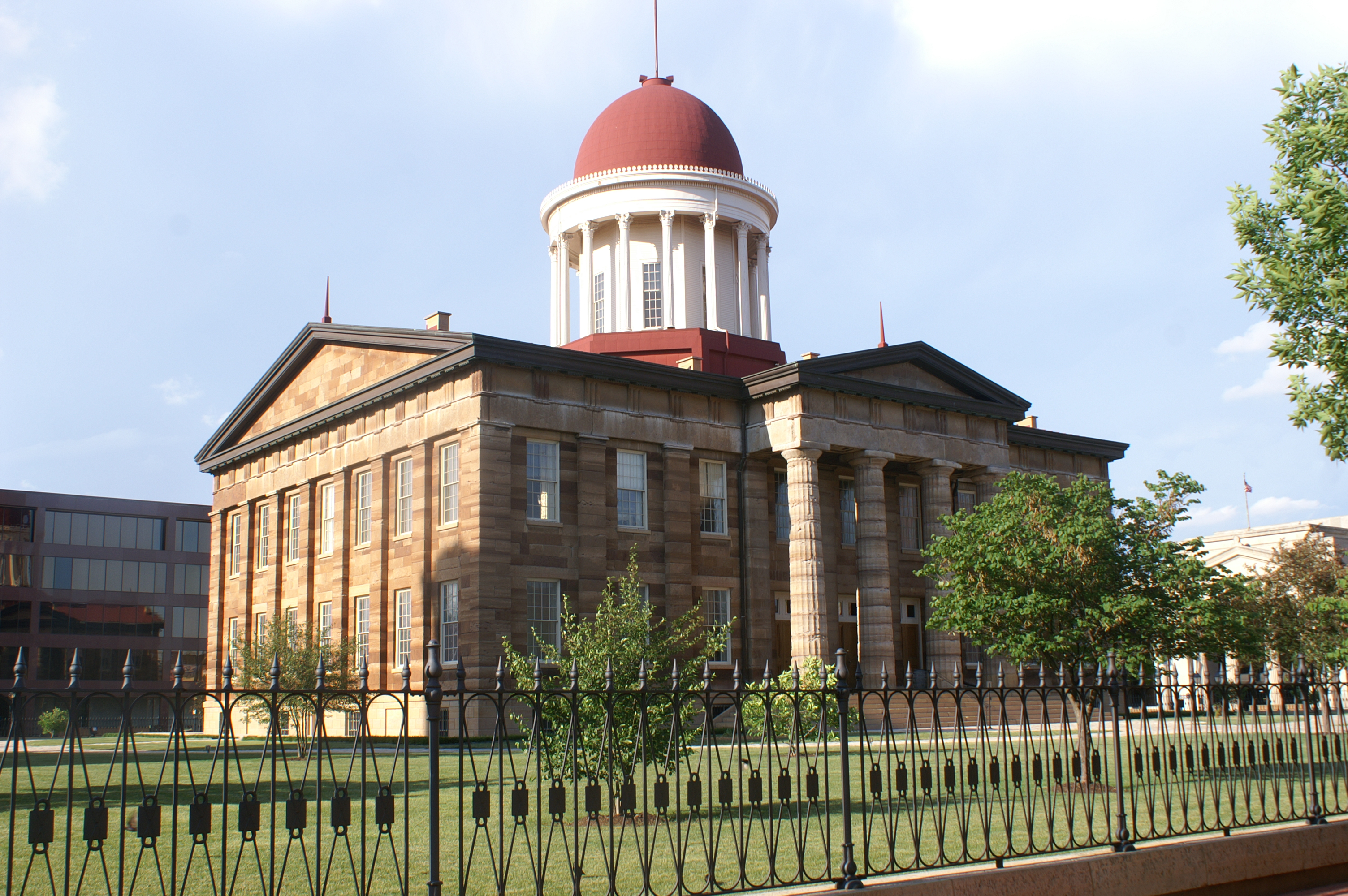
Das Old State Capitol in Springfield, Illinois, wo die Rede gehalten wurde

Lincoln begann seine Rede mit einer bekannten Formulierung, die Senator Daniel Webster aus Massachusetts 1830 in der Nullifikationskrise gebraucht hatte: Wenn man wisse, wo man stehe und wohin man strebe, könne man besser beurteilen, was zu tun sei und wie. Obwohl man nun bereits seit 1854 (dem Jahr des Kansas-Nebraska-Act) ein Ende der Agitation für die Sklaverei anstrebe, nehme diese doch immer weiter zu. Dies werde erst in einer Krise enden, also im antiken Wortsinn in einer Entscheidungssituation. Damit kam er zu der vielzitierten Formulierung, die der Rede den Titel geben sollte:

„Jedes Haus, das in sich uneins ist, wird nicht bestehen. Ich glaube, daß diese Regierung auf Dauer nicht überleben kann, indem sie halb für die Sklaverei ist und halb für die Freiheit. Ich erwarte nicht, daß die Union aufgelöst wird; Ich erwarte nicht, daß das Haus einstürzt, aber ich erwarte, daß es aufhören wird, geteilt zu sein. Es wird entweder ganz das eine oder ganz das andere sein.“

Die Metapher vom geteilten Haus bezog sich auf das Neue Testament: Laut Mk 3,25  und Mt 12,25  hatte Jesus von Nazaret sich nach einem Exorzismus gegen den Verdacht gewehrt, er selber stehe mit dem Teufel im Bunde: „Wie kann der Satan den Satan austreiben? Wenn ein Reich in sich gespalten ist, kann es keinen Bestand haben“. Lincoln hatte die Metapher bereits mehrfach in seinen Reden verwendet, das erste Mal 1843, als es um Einigkeit innerhalb der Whig-Partei ging.
Im Fortgang der Rede sagte Lincoln voraus, es würden sich also entweder die Gegner einer Ausbreitung der Sklaverei durchsetzen, dabei die Öffentlichkeit mit dem Gedanken beruhigend, sie werde im Lauf der Zeit ohnehin irgendwann abgeschafft, oder deren Befürworter. Er sprach sich also nicht dafür aus, die Sklaverei abzuschaffen, sondern nur dafür, ihre weitere Ausdehnung einzudämmen. Gleichwohl sah er einen Trend hin zu einer Ausweitung, da mit der Dred-Scott-Entscheidung, dem Kansas-Nebraska-Act und dem Amtsantritt Buchanans eine legale „Maschinerie“ errichtet worden sei, nach der künftig niemand mehr widersprechen dürfe, wenn jemand beschließe, jemand anderen zu versklaven. Er habe zwar keine Beweise dafür, fand aber in einem anderen sprachlichen Bild Plausibilitätsgründe: Er stellte sich einen Fachwerkbau vor, dessen Bauteile zu verschiedenen Zeiten beispielsweise von „Stephen, Franklin, Roger und James“ herbeigeschafft worden seien, perfekt zueinanderpassten und aufeinander abgestimmt wären:

„In diesem Fall ist es uns unmöglich, nicht anzunehmen, dass Stephen, Franklin, Roger und James sich gegenseitig von Beginn an verstanden haben und sie alle einen gemeinsamen Plan oder Entwurf hatten, bevor die Arbeit losging.“

Mit den vier Vornamen meinte Lincoln die vier Teilnehmer der Verschwörung, von der er seine Zuhörer überzeugen wollte: Seinen Gegenkandidaten Stephen Douglas, den ehemaligen Präsidenten Franklin Pierce, den Richter am Obersten Gerichtshof Roger Taney und Präsident James Buchanan, allesamt Mitglieder der demokratischen Partei. Sie hätten sich also zusammengetan, um durch die erwähnten Maßnahmen, deren Timing, wie Lincoln ausführlich erläuterte, exakt aufeinander abgestimmt gewesen sei, die Rechtsauffassung vorzubereiten und durchzusetzen, wonach die Verfassung der USA es keinem Staat erlaube, die Sklaverei in seinen Grenzen zu verbieten:

„Ob wir es wollen oder nicht, kommt eine solche Entscheidung wahrscheinlich und bricht bald über uns herein, wenn man der Macht der gegenwärtigen politischen Dynastie nicht entgegentritt und sie stürzt. Wir legen uns hin und träumen schön, dass das Volk von Missouri kurz davor steht, seinen Staat frei zu machen, und wir wachen in der Realität auf und der Oberste Gerichtshof hat stattdessen Illinois zu einem Sklavenstaat gemacht.“

Diese „Dynastie“, womit Lincoln die Demokratische Partei meinte, für die Stephen Douglas als Vertreter von Illinois im Senat saß, gelte es zu stürzen. Auch nach seinem Zerwürfnis mit dem Präsidenten, das Lincoln als „little quarrel“ abtat, sei Douglas als Bündnispartner nicht der geeignete Mann: Zwar übertreffe er an Bedeutung und Einfluss alle Republikaner, doch – und hier zitierte Lincoln erneut die Bibel – „ein lebendiger Hund ist besser als ein toter Löwe“ (Koh 9,4 ). Douglas sei, wenn schon nicht tot, doch zahnlos und eingesperrt, er könne aufgrund seiner bisherigen Argumentation nicht gegen die Ausbreitung der Sklaverei eintreten. In diesem Zusammenhang unterstellte Lincoln ihm sogar, den transatlantischen Sklavenhandel wieder einführen zu wollen, der durch ein Bundesgesetz von 1808 verboten war. Das einzige Mittel, das Ziel zu erreichen, sei die Republikanische Partei, die zwar aus disparaten Teilen zusammengesetzt sei, nun aber Einigkeit beweisen müsse. Man müsse standhaft und entschlossen sein: „Früher oder später, das ist ganz sicher, wird der Sieg kommen.“

## Deutung
Diese Rede ist unterschiedlich gedeutet worden. Der Sachbuchautor Ronald D. Gerste etwa sieht sie als korrekte Zustandsbeschreibung der USA am Vorabend des Bürgerkriegs, den Lincoln habe vermeiden wollen. Dem widerspricht der amerikanische Kommunikationswissenschaftler David Zarefsky: Es sei Lincoln nicht um eine Prophezeiung eines drohenden Bürgerkriegs gegangen, sondern in der konkreten politischen Situation des Frühsommers 1858 um die Einigkeit der Republikanischen Partei, auf die die Metapher vom „Haus, das in sich uneins ist,“ ebenso angewandt werden müsse wie auf die der Vereinigten Staaten als Ganzes.
Von verschiedener Seite werden die Behauptungen, die Lincoln in der Rede verbreitete, als Verschwörungstheorie bezeichnet. David Zarefsky nennt mehrere Merkmale von Verschwörungsargumentationen, die auf die Rede zutreffen: Sie bot eine schlüssige Erklärung für Ereignisse, die ansonsten sinnlos oder unverständlich erschienen, sie polarisierte zwischen Gut und Böse und bot insofern Orientierung in unübersichtlichen Zeiten, und sie konnte nicht widerlegt werden, denn hätte Douglas abgestritten, Teil der Verschwörung zu sein, hätte das Lincolns Behauptungen nur noch mehr Plausibilität verliehen. Der Amerikanist Michael Butter sieht drei Annahmen als typische Merkmale einer Verschwörungstheorie: Es gäbe keine Zufälle, alles wäre miteinander verbunden, und nichts sei, wie es scheine. Daher neigten Verschwörungstheoretiker dazu, „im Modus der Inferenz“ zu argumentieren und aus dem Ergebnis einer Ereigniskette auf die vermeintlich dahintersteckenden Absichten und Pläne zu schließen. Für diese Vorgehensweise sei Lincolns House-divided-Rede geradezu ein „Paradebeispiel“. Tatsächlich war die Annahme einigermaßen weithergeholt, Buchanan hätte irgendetwas mit dem Kansas-Nebraska-Act zu tun gehabt, an dessen Ausarbeitung er als Gesandter in Großbritannien gar nicht hatte teilnehmen können, und selbst wenn, hätte ihn seine Partei nicht als Präsidentschaftskandidaten nominiert. Das Zerwürfnis zwischen Douglas und Buchanan in der Frage der Lecompton Constitution lässt zudem Lincolns Behauptung, dass die beiden unter einer Decke stecken, wenig glaubwürdig erscheinen. Doch die Aussicht, dass der Oberste Gerichtshof Sklaverei unionsweit für legal erklären würde, war nach Ansicht des britischen Historikers Richard Carwardine durchaus realistisch.
Der Glaube an eine „Slave-Power-Verschwörung“, die die verschiedensten Mittel einsetzen würde, um den freien Staaten die Sklaverei aufzuzwingen, war unter Republikanern und anderen Gegnern der Sklaverei, wie sie in Lincolns Publikum saßen, weit verbreitet und schien ihnen eine normale und völlig rationale Annahme zu sein. Der Kampf gegen diese angebliche Verschwörung, die ihnen die Bürgerrechte, ja die Chancen, überhaupt noch Arbeit für Weiße zu finden, zu gefährden schien, und nicht so sehr der Kampf gegen die Sklaverei selbst, stand im Mittelpunkt der republikanischen Agitation. Die Vorstellung, dass die Verschwörer bereits die gesamte Regierung übernommen hätten, vom Präsidenten über den Präsidenten des Obersten Gerichtshof bis hin zu einem prominenten Senator, unterscheidet Lincolns Verschwörungstheorie von denen des 18. und 19. Jahrhunderts, in denen die Verschwörer zumeist als Agenten des Auslands imaginiert werden. Auch Lincoln glaubte an eine solche Verschwörung. Laut dem Historiker Erich Angermann reagierte er mit der House-Divided-Rede auf das 1857 erschienene Buch Cannibals All! von George Fitzhugh, der die in den Südstaaten praktizierte Sklaverei für humaner als die Lohnsklaverei der Nordstaaten hielt und eine milde Form der Sklaverei für weiße Arbeiter propagierte. In mehr als fünfzig Reden, die er von 1854 bis 1860 hielt, erwähnte er die Slave-Power-Verschwörung, im Rückblick auf die House-Divided-Rede notierte er: „Ich habe darin eine Kette unbestreitbarer Tatsachen geordnet, die, wie ich glaube, die Existenz einer Verschwörung, die Sklaverei über die ganze Nation auszubreiten, beweisen“. In der konkreten Situation des 16. Juni 1858 benutzte Lincoln diese Verschwörungstheorie, um seinem Publikum die Dringlichkeit der Situation einzuschärfen und es davon abzubringen, in Douglas nach seinem Bruch mit dem Präsidenten einen wählbaren Kandidaten zu sehen.

## Folgen

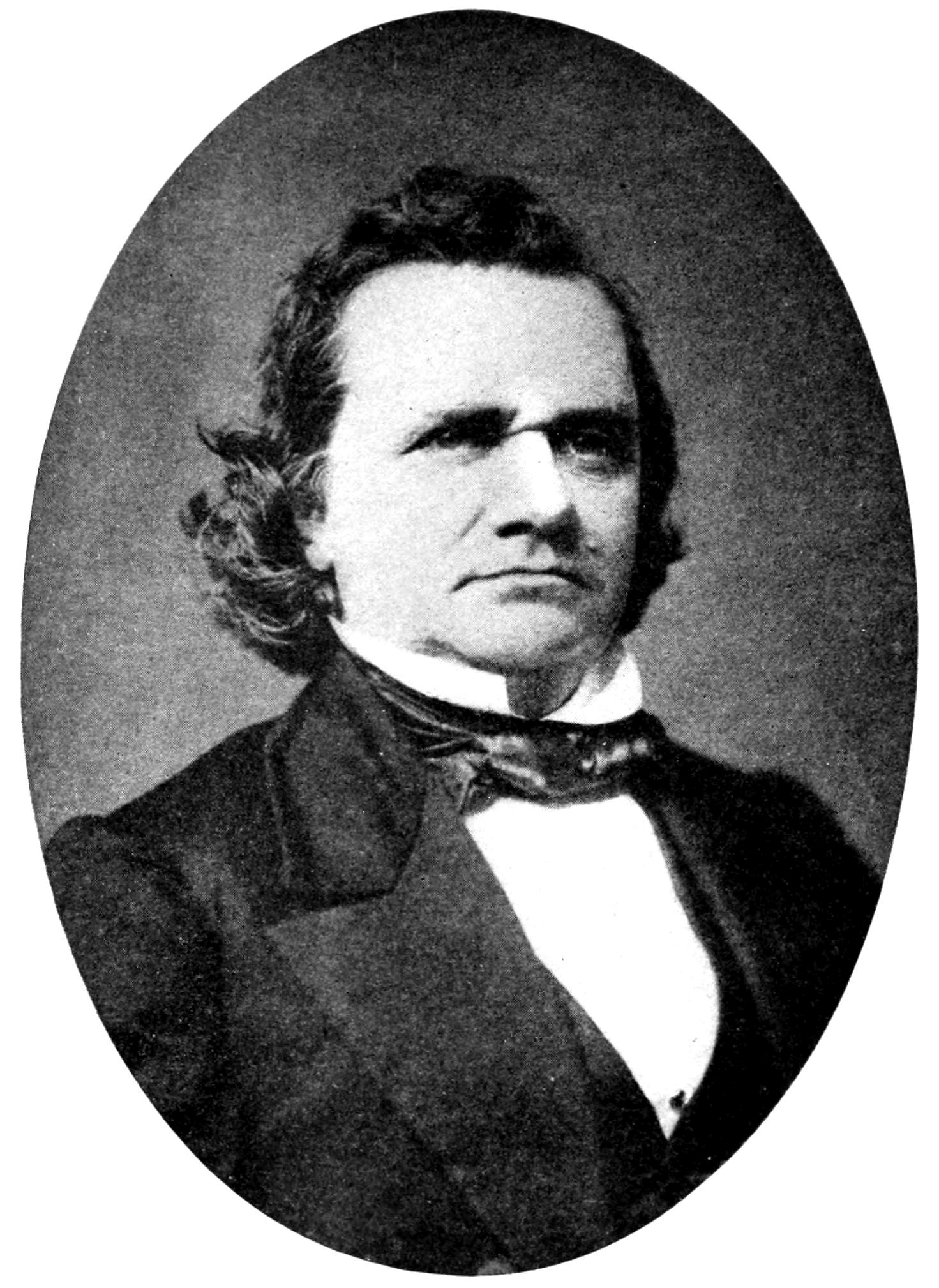
Der Gegenkandidat: Stephen A. Douglas (1858)

Lincoln war mit der House-divided-Rede sehr zufrieden und ließ sie im Illinois State Journal veröffentlichen. Vergeblich hatten ihm seine Berater davon abgeraten, die richtig voraussahen, dass Douglas sie im Wahlkampf gegen ihn verwenden würde, um Lincoln als radikalen Abolitionisten hinzustellen. Dadurch entfremdete er sich den gemäßigten ehemaligen Whig-Mitgliedern im mittleren Illinois. Tatsächlich wurde sie zusammen mit einer kurz zuvor gehaltenen Rede des späteren Außenministers William H. Seward als Kriegserklärung angesehen – Seward hatte die Sklavenfrage einen „ununterdrückbaren Konflikt“ genannt. Douglas benutzte die Rede im Wahlkampf, um Lincoln mit radikalen Abolitionisten wie Owen Lovejoy in einen Topf zu werfen. Douglas zog sie auch als Beleg für den Vorwurf heran, Lincoln stehe im Widerspruch zu den Gründervätern der Vereinigten Staaten, die die Sklaverei doch in einigen Staaten erlaubt, in anderen verboten hatten: Ein Haus könne also auch ohne Einheitlichkeit in dieser Frage bestehen. Zudem unterstellte Douglas, dass es weniger die USA als vielmehr die Republikanische Partei sei, die mit sich selbst uneins sei. Lincoln reiste Douglas hinterher, um diese Behauptungen richtigzustellen, bis die beiden Kandidaten sich einigten, sieben öffentliche Debatten auszutragen, die als Lincoln-Douglas-Debatten in die Geschichte eingingen. Die Redeschlachten zwischen dem 1,95 m großen Lincoln und Douglas, dem seine Körpergröße von 1,63 m den Spitznamen „little giant“ eingebracht hatte, lockten ein breites Publikum an. Immer wieder kam Douglas dabei auf die House-divided-Rede zu sprechen. Um sich gegen den Vorwurf des Abolitionismus zu verteidigen, griff Lincoln schließlich zu offen rassistischen Äußerungen über die angebliche Superiorität der weißen Rasse: Afroamerikaner sollten auch weiterhin nicht wählen dürfen, nicht Geschworene wählen und keine Weißen heiraten dürfen.
Es nützte nichts: Lincoln verlor die Wahl. Er hatte zwar mehr Stimmen bekommen, doch aufgrund des Wahlrechts in Illinois wurden die Senatoren nicht direkt vom Volk, sondern vom Parlament des Staates gewählt, und dort hatten Douglas’ Anhänger die Mehrheit. Am 5. Januar 1859 wurde Douglas mit 54 zu 46 Stimmen als Senator von Illinois bestätigt. Gleichwohl gilt die House-divided-Rede, die nach Meinung zahlreicher Beobachter diese Niederlage Lincolns verursachte, als einer seiner größten Erfolge: Denn mit ihrer Radikalität brachte sie dem Rechtsanwalt aus Springfield nationale Prominenz und Beliebtheit unter allen Gegnern der Sklaverei ein. Dies war eine Voraussetzung dafür, dass er zwei Jahre später zum Präsidenten der Vereinigten Staaten gewählt wurde.